# György Györffy
György Györffy (Suceagu, 26. rujna 1917. – Budimpešta, 19. prosinca 2000.) je bio mađarski povjesničar i akademik, član Mađarske akademije znanosti.
Sin je mađarskog etnografa Istvána Györffyja i Anne Papp.

## Nagrade
- 1952. – Kandidátus povijesne znanosti.
- 1969. – doktor povijesnih znanosti na temu A magyar várostörténet kezdetei és Budapest kialakulása ("Rana povijest mađarskih gradova i evolucija Budimpešte")
- 1988. – Herderova nagrada
- 1990. – pridruženi član Mađarske akademije znanosti
- 1991. – punopravni član Mađarske akademije znanosti
- 1992. – Széchenyijeva nagrada
- 1997. – rad mu je proglašen Mađarskom baštinom (Magyar Örökség)

## Djela
Djela je pisao na mađarskom jeziku.
Izbor iz djela:
- Tanulmányok a magyar állam eredetéről. A nemzetségtől a vármegyéig, a törzstől az országig. Kurszán és Kurszán vára. ("Studije razvitka Mađarske. Od korijena do, od klanova do države.  Kurszán i njegov dvorac.") Budapest, 1959.
- Az Árpád-kori Magyarország történeti földrajza. ("Povijest mađarskog zemljopisa za vrijeme dinastije Arpadovića.") I–IV. Budapest, 1963–1998.
- Napkelet felfedezése. Julianus, Plano Carpini és Rubruk útijelentései. ("Otkriće Dalekog Istoka.") Budapest, 1965.
- A magyarok elődeiről és a honfoglalásról. Kortársak és krónikások híradásai. ("Mađarski preci i Velika seoba.") 2nd edition, enlarged. Budapest, 1975.
- Julianus barát és Napkelet fölfedezése. ("Fratar Julijan i istraživanje Dalekog Istoka.") Budapest, 1986.
- Anonymus. Rejtély avagy történeti forrás? ("Anonymus. Tajna ili povijesni izvor?") Budapest, 1988.
- A magyarság keleti elemei. ("Istočni Mađari") Budapest, 1990.
- Krónikáink és a magyar őstörténet. Régi kérdések – új válaszok. ("Kroničari i mađarska povijest. Stara pitanja - novi odgovori.") Budapest, 1993.
- Pest-Buda kialakulása. Budapest története a honfoglalástól az Árpád-kor végi székvárossá emelkedéséig. ("Evolucija Pešte i Budima. Povijest Budimpešte od Velike seobe do kraja dinastije Arpadovića.") Budapest, 1997.
- István király és műve. ("Kralj Stjepan i njegov rad."), Budapest, 2000.

## Vanjske poveznice
- Hungarian Science, 2001/5  Arhivirana inačica izvorne stranice od 18. srpnja 2011. (Wayback Machine) (mađ.)
- Hungarian Encyclopaedia of Ethnography (mađ.)
- Historia.hu (mađ.)
- epa.osk.hu  Arhivirana inačica izvorne stranice od 18. srpnja 2009. (Wayback Machine) A biography of Gyöffrey (mađ.)